# 베네수엘라
베네수엘라 볼리바르 공화국(스페인어: República Bolivariana de Venezuela 레푸블리카 볼리바리아나 데 베네수엘라[*]), 약칭 베네수엘라(스페인어: Venezuela)는 남아메리카에 있는 국가이다. 스페인어를 공용어로 사용하며, 수도는 카라카스이다.
북쪽으로 대서양과 카리브해를 마주하고 있으며 동쪽으로 가이아나, 남쪽으로 브라질, 서쪽으로 콜롬비아와 국경을 접하고 있다. 베네수엘라는 스페인어로 '작은 베네치아'라는 뜻이다. 주민의 대다수는 메스티소이며, 흑인, 백인이 소수로 거주하고 있다. 이 나라는 사회주의를 표명하는 나라이기도 하며, 대통령 중 일부는 장기 집권을 하였다.

## 지명 유래

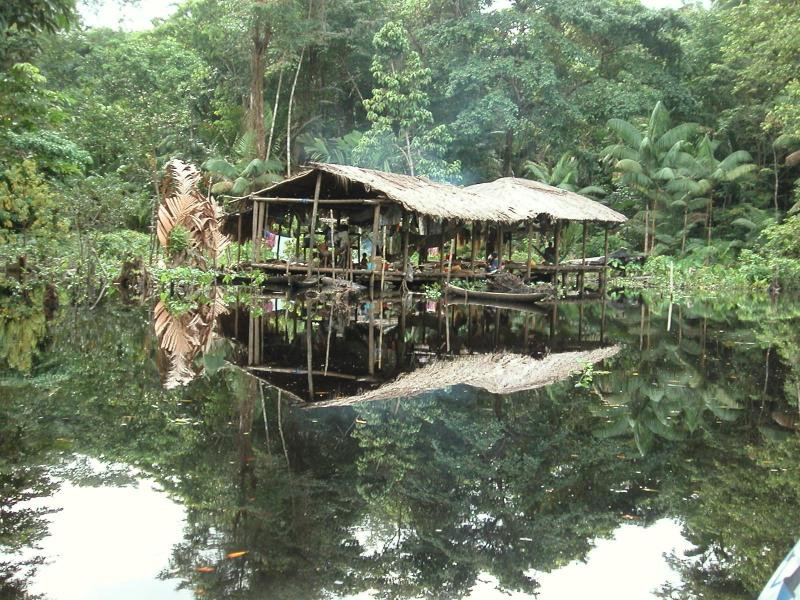
팔라피토

"베네수엘라"란 이름은 북서 해안의 베네수엘라만을 항해한 1499년의 해군 탐사대를 알론소 데 오헤다와 함께 이끌었던 아메리고 베스푸치가 지은 것이라고 한다. 과히라반도에 이르자, 선원들은 물위에 집을 짓는 사람들이 사는 마을(팔라피토palafito)을 보게 되었다. 이를 본 베스푸치는 이탈리아 도시 베네치아를 떠올려 이 땅을 이탈리아어로 "작은 베네치아"를 뜻하는 Venezuola라고 이름 붙였던 것이다. 이것이 에스파냐어로 바뀌어 같은 뜻의 Venezuela가 되었다.
베스푸치와 오헤다 탐사대의 선원이었던 마르틴 페르난데스 데 엔시소는 그의 책 Summa de Geografia에서 원주민들이 스스로를 Veneciuela라고 불렀다고 썼다. 즉 "베네수엘라"란 이름이 토착어에서 나온 말이라는 것이다. 그러나 베스푸치의 이야기가 일반적으로 베네수엘라의 기원을 설명할 때 널리 회자된다.

## 역사
베네수엘라에 인간이 살기 시작한 것은 최소한 15,000년 전으로 추정된다. 이 시기의 잎사귀 모양의 도구와 찍개, 평평하고 둥근 긁개 등의 도구가 베네수엘라 서부의 강변(Rio Pedregal) 높은 언덕에서 발견되었다. 후기 구석기의 화살촉을 포함한 사냥 도구가 베네수엘라 북서부(El Jobo)의 일련의 사이트에서 발견되었다. 방사성 탄소 연대 측정에 의하면, 이들 유적은 기원전 13,000 ~ 7,000년 전의 시기에 해당된다.
16세기에 스페인의 베네수엘라의 식민지화가 시작되자, 토착민들은 조직적으로 죽음을 당하였다. 구아이카이푸로(Guaicaipuro), 타마나코(Tamanaco) 같은 원주민들의 지도자들은 스페인의 습격에 저항하려 했지만, 결국 정복되었다. 타마나코는 카라카스의 설립자 디에고 드 로사다(Diego de Losada)의 명령으로 처형되었다. 베네수엘라는 1522년에 스페인에 의해 현재의 쿠마나(Cumaná)에서 식민지가 되었다. 이들 베네수엘라 동부는 뉴 안달루시아에 통합되었다. 16세기 초부터는 산토 도밍고의 아우디엔시아로부터 관리되었고, 18세기 초에는 베네수엘라의 대부분이 누에바그라나다 부왕령(Virreinato de la Nueva Granada)에 속하게 되었고, 1776년 이후로는 도독령(Captaincy General)으로 개편되었다.
잇따른 봉기의 실패 후, 베네수엘라는 프랑스 혁명에 참가했던 프란시스코 데 미란다(Francisco de Miranda) 장군의 지휘 하에 1811년 7월 5일 독립을 선언하였다. 이로부터 베네수엘라의 독립전쟁이 시작되었다. 어쨌거나, 1812년 카라카스 지방의 파괴적인 지진과 야네로(llanero)의 반란으로 베네수엘라의 첫 번째 공화국은 붕괴되었다. 1813년 8월 7일에 선언된 베네수엘라의 두 번째 공화국은 수개월 간 지속되었다.

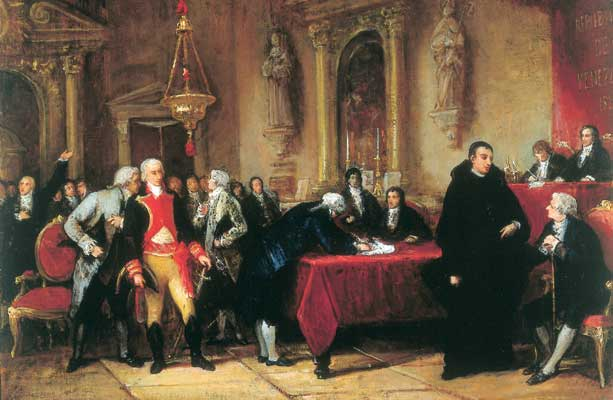
베네수엘라의 독립 서명

베네수엘라는 남아메리카에서 가장 먼저 독립을 쟁취했다. 1819년에 콜롬비아, 에콰도르와 함께 그란콜롬비아 공화국을 이루다가 1830년에 분리를 선언하였다. 콜롬비아로부터는 1845년에 승인을 받았다.
안토니오 구스만(스페인어: Antonid Guzmán)은 정교 분리, 공교육 제도를 실시하는 등 베네수엘라를 국민 국가로 만들기 위해 노력했다. 그러나 후안 비센테 고메스(스페인어: Juan Vicente Gómez)의 통치 기간 중에는 석유에 관한 이권이 외국 자본가들의 손에 넘어갔다. 외국 석유기업의 수익에 대한 세율을 50% 인상한 석유법이 제정된 것은 이사이아스 메디나 안하르티아(스페인어: Isaías Medina)에 이르러서였고, 선거를 제대로 치러본 해는 1948년이었다.
하지만, 로물로 가예고스(스페인어: Rómulo Gallegos)를 기반으로 한 정부는 1년이 못 가 군사 쿠데타로 폐지되고, 마르코스 페레스 히메네스(스페인어: Marcos Pérez Jimenez) 시기에는 국가치안대(SN)을 신설하여 수많은 반대파를 탄압하는 등 혼란이 계속되었다. 히메네스 대통령은 80만 헥타르의 토지에 대한 석유 채굴권을 다시 외국 자본가들 손에 넘겼다.
히메네스 정권은 1958년에 국민의 힘에 의해 타도되고, 민주행동당(AD)과 사회기독당(COPEI)의 양대정당 간의 정권교체가 이루어져, 비교적 안정된 정국을 유지해왔다. 1974년에 집권한 페레스 로드리게스(스페인어: Pérez Rodríguez)는 반정부 세력에 정치활동을 보장하여 사회협조를 현실화하는 한편, 특히 천연자원에 대한 민족주권회복을 위한 여러 조치를 취하고 1976년에는 석유기업의 국유화를 단행했다.
하지만, 1989년 2월 재취임한 페레스는 이전까지 거부해온 국제통화기금(IMF)의 지도를 받아들여 금리자유화·공공요금 인상 등 긴축정책을 도입했다. 그러나 이에 시민들의 대규모 폭동이 야기되고 1992년 2월과 11월에 군사 쿠데타가 발생하는 등 정국이 불안한 가운데 독직사건을 계기로 불명예 퇴진하였다. 이 쿠데타에는 우고 차베스(육군 중령)도 참가했다.
1994년 2월 사회기독당(COPEI) 소속의 라파엘 칼데라(스페인어: Rafael Caldera Rodríguez)가 대통령에 취임하였다. 이후, 여소야대 정치구도하에서 민주행동당(AD) 및 사회주의운동당(MAS)과의 정치적 제휴를 통해 국정을 운영해 왔으나 경제정책 실패 및 1995년 12월 지자제 선거참패로 인해 사회주의운동당(MAS)이 이탈하면서 정치적으로 고립되어 이후 개각을 단행하였다. 1996년 4월 국내유가 467% 인상, 외환통제 전면철폐, 변동환율제로의 전환, 도매세 및 사치품세 인상 등 경제개혁을 단행하였다.
칼데라가 물러나고 우고 차베스가 1999년에 대통령이 되었으며, 그는 1992년 쿠데타에 참가한 경력이 있었다. 2002년 4월 11일 카르모나(Pedro Carmona)의 쿠데타가 일어났지만 시민들의 강력한 저항으로 무산되었다. 하지만 차베스도 언론 통제, 반대파 억압 등으로 자유주의자들로부터 비판받았다. 차베스는 2013년에 사망하였으며, 니콜라스 마두로 부통령이 임시 대통령으로 취임하였으나, 그러나, 니콜라스 마두로 임시 대통령은 국민투표로 2013년 4월 14일(현지시각)에 치러진 새 대통령 선거에서 야권 통합 후보인 엔리케 카프릴레서 주지사를 누르고 승리하고 말았다.

## 지리

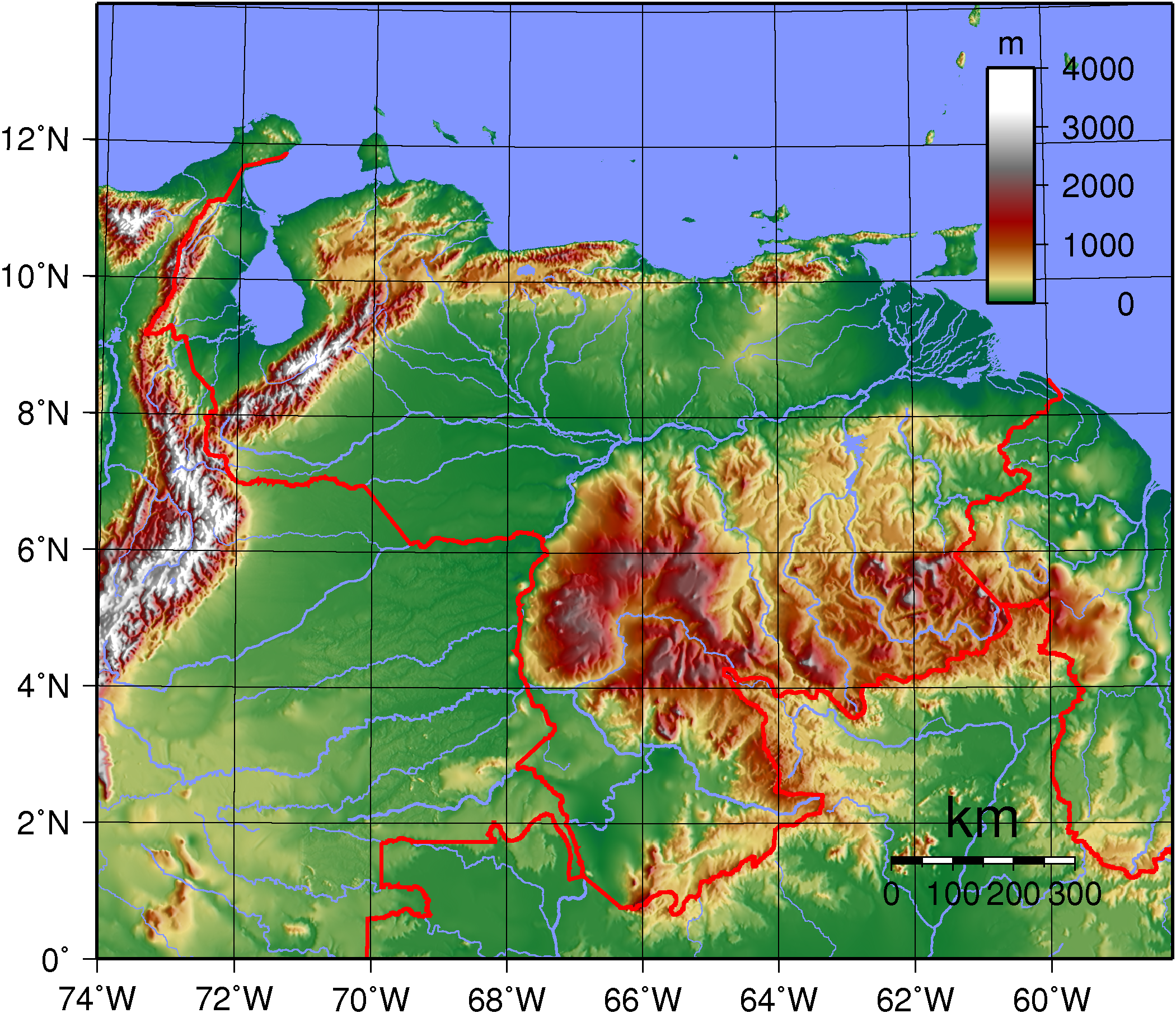
베네수엘라 지도

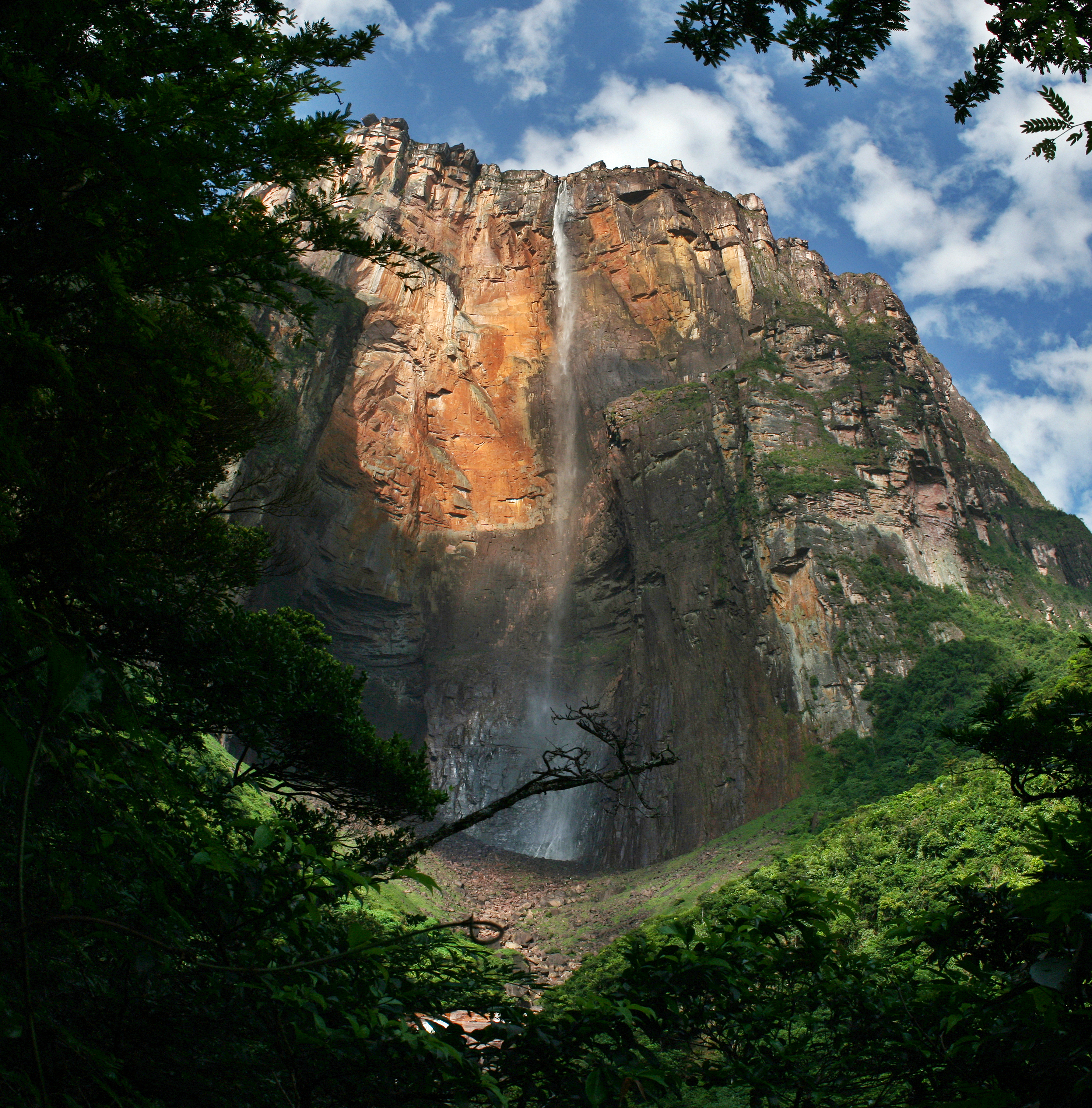
세계에서 가장 높은 폭포인 살토 앙헬

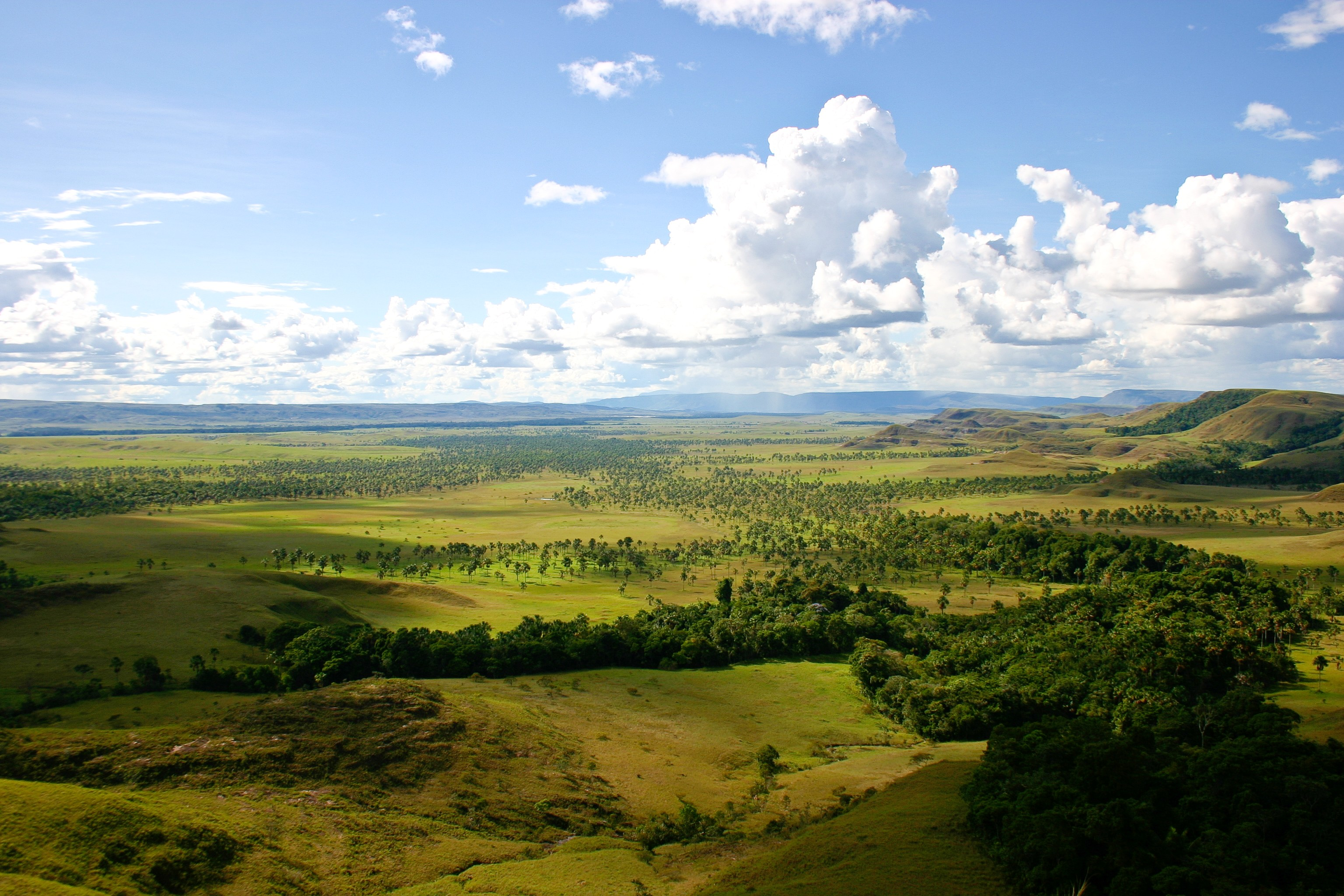
라 그랑 사바나의 파노라마

### 자연 환경
베네수엘라 본토는 남아메리카판에 속한다. 해안선의 길이는 2,800 km이며, 이 나라는 다양한 자연 경관을 보여준다. 북동부 끝에서 안데스 산맥은 베네수엘라의 북서쪽으로 뻗으며, 북쪽 카리브 해안으로 이어진다. 이곳에 베네수엘라 최고봉 피코 볼리바르(4,979 m)가 있다. 베네수엘라의 중심부는 야노스 평원으로 콜롬비아 국경에서 동쪽의 오리노코강 삼각주에 이른다. 남쪽의 기아나고원은 아마존 분지의 북쪽 언저리로 세계에서 가장 높은 폭포인 앙헬 폭포가 있다. 충적토가 쌓인 오리노코강은 이 나라에서 가장 중요한 수계와 유역을 이룬다. 카로니강과 아푸레강도 베네수엘라의 주요 강이다.
베네수엘라는 기후와 생물지리의 기준으로 10개 지역으로 나눌 수 있다. 북쪽에는 베네수엘라 안데스와 북서부 산지 코로 지역으로 산맥과 계곡 지형을 이룬다. 국토 북쪽은 마라카이보호와 베네수엘라만이 있는 저지가 있다. 중앙산맥은 해안과 나란히 뻗었으며, 카라카스 주변에도 이 산맥의 언덕이 둘러싸고 있다. 동부 산맥은 카리아코만 때문에 중앙산맥과 갈라지며, 수크레주 전체와 모나가스주 북부를 포괄한다. 야노스 지역은 국토의 1/3을 이루며, 오리노코강 북쪽에 펼쳐져 있다. 남쪽에는 2십억 년 전 선캄브리아기에 생성된 기아나 순상지가 있으며, 꼭대기가 편평한 테푸이산이 있다. 베네수엘라 영토 중에는 섬 지역도 있는데, 카리브해의 누에바에스파르타섬과 베네수엘라 연방 속지가 있다. 또 오리노코강의 삼각주 지역은 델타아마쿠로주를 이루며, 강은 대서양으로 흐른다.

### 기후
베네수엘라는 완전히 열대 기후에 속하나, 이곳 기후는 연중 기온이 섭씨 28도인 습한 저지 평원에서 연중 섭씨 8도인 빙하와 고원(paramos)에 이르기까지 매우 지역차가 크다. 연중 강우량은 북서부 반건조 지역의 430 mm에서 동쪽 오리노코 삼각주의 1,000 mm에 이른다. 가장 비가 많이 내리는 우기는 6월에서 10월 사이이다.(이 우기를 "겨울"이라 한다) 기온 변화가 위도와 일치하지는 않으나, 1년 중 나머지 기간은 건조하고 더워 "여름"이라 한다.

## 정치

### 정부

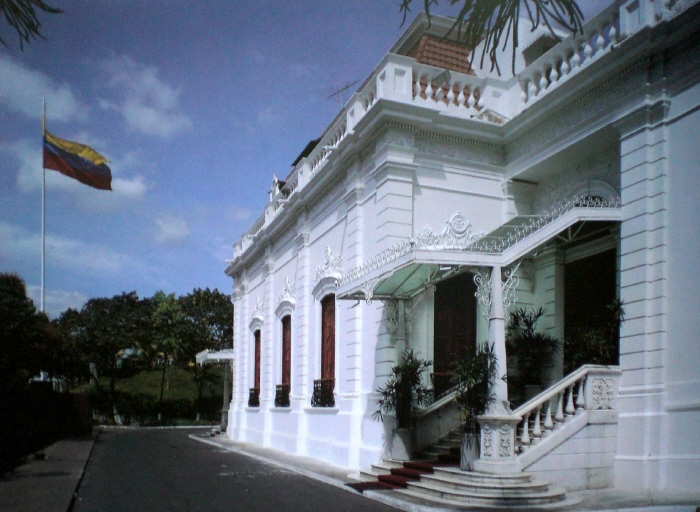
미라플로레스궁, 베네수엘라 대통령 관저.

베네수엘라 대통령은 보통선거 및 직선제로 선출되며 국가 원수와 정부 수반을 겸한다. 임기는 6년이며 무제한 연임이 가능하다(2009년 2월 15일 개헌 이후). 1676만여 유권자 가운데 70.33%가 참여했고, 이 중 54.85%가 개헌에 찬성하였다. 찬성과 반대의 표차는 약 100만 표에 이르렀다. 이로써 1999년 개정된 베네수엘라 헌법 가운데 주지사(160조), 자치의회 의원(162조), 시장(174조), 국회의원(192조), 대통령(230조)의 임기를 한 차례 연임만 가능하도록 제한하는 5개 조문이 바뀌었다. 그 결과 연임 제한 규정으로 2013년 2월 물러나야 했던 우고 차베스 대통령의 3선 도전도 가능해졌다. 베네수엘라는 러시아와 관계가 깊은 나라 중 하나이며 최근 러시아 해군이 기동 훈련차, 베네수엘라로 출항하기 시작했다.
대통령은 부통령을 임명하며, 내각의 구성과 규모를 결정하고, 입법부와 함께 각료를 정한다. 대통령은 필요한 경우 입법부에 법안 재심의를 요청할 수 있는데, 의회에서 과반수로 대통령의 거부를 물리칠 수 있다.
이 나라의 부통령은 다른 나라의 부통령과는 다르게 총리와 유사한데, 일례로 부통령을 선거로 뽑지 않고 대통령이 임명하는 게 특징이다.
베네수엘라 국회(Asamblea Nacional)는 단원제이다. 167명의 의원이 있으며, 이 중 3석은 원주민 대표로 배정된다. 국회 의원 임기는 5년이며 2번 중임할 수 있다. 국회 의원은 정당명부식과 소선거구제를 병행하여 국민 투표로 선출된다.
사법부 최고 기관은 최고 사법 재판소(Tribunal Supremo de Justicia)이며, 대법관은 의회에서 선출하며, 임기는 12년이다. 국가 선거 재판소(Consejo Nacional Electoral, CNE)는 선거 사무를 담당하며, 국회에서 5명의 주요 위원을 선출한다.
투표는 18세 이상의 베네수엘라 시민이면 가능하며, 의무투표제를 시행하지 않는다.

### 정치
베네수엘라에는 두 개의 정당 블록이 있다. 집권 좌파 블록인 베네수엘라 통합사회당(PSUV)과 주요 동맹 정당인 모두를 위한 조국(PPT), 베네수엘라 공산당(PCV)이 있으며, 야당 세력으로는 새 시대(Un Nuevo Tiempo)와 함께 베네수엘라 계획, 정의제일, 사회주의 운동당 등이 있다. 1958년 마르코스 페레스 히메네스가 몰락하면서 중도 사회기독당(COPEI, Partido Social Cristiano de Venezuela)과 중도 좌파 사민주의 민주행동(Acción Democrática) 정당들이 베네수엘라 정계를 주도하게 되었고, 푼토피히스모 협약으로 이 양당제 체제가 굳어졌다. 그러나 이런 구도는 1998년 선거 이후 깨졌고, 우고 차베스가 대통령에 당선되어 볼리바르 혁명을 개시했다.
2005년 의회 선거에서 대부분의 야당 세력은 선거를 보이콧했다. 그 결과 우고 차베스의 제5공화국운동(MVR) 블록이 국회의 167석 전석을 확보했다. 그 뒤 제5공화국 운동은 투표로 스스로 의회를 해산하고 새 베네수엘라 통합사회주의당으로 모여서 제5공화국 운동의 지지정당들이 하나로 모일 것을 요청했다. 국회는 2000년과 2007년 두 번이나 차베스에게 여러 분야에 대해 직권 입법 권한을 부여했다. 이 권력은 이전 정부들에게도 부여된 바 있었다. 그 동안 차베스 정부는 아르헨티나, 볼리비아, 브라질, 에콰도르, 과테말라, 니카라과, 온두라스, 파라과이 등 라틴 아메리카의 좌파 집권 국가들과 동맹을 맺고 있었다. 최근에 정권이 교체될 전망이었던 탓에 니콜라스 마두로와 엔리케 카프릴레스 라돈스키 둘 중 하나가 정권을 잡을 예정이었으나, 니콜라스 마두로가 이 대선에서 승리하여 정권을 장악하였고, 차베스와 유사한 좌파 성향이 계속되는 계기가 되었다.
1월 23일 과이도 국회의장이 임시대통령으로 취임하였다.

## 행정 구역

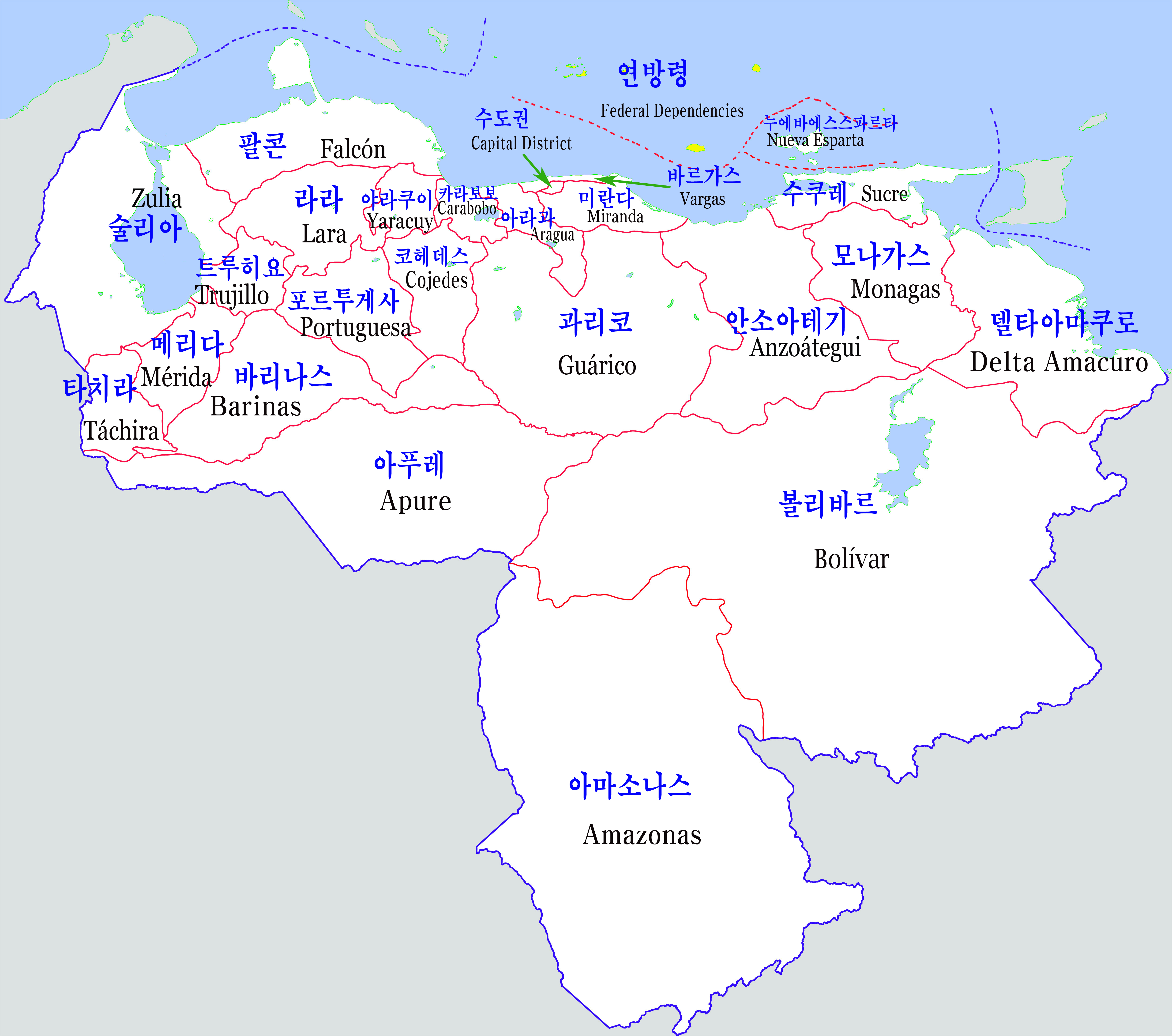
베네수엘라의 행정구역

베네수엘라는 23개 주(스페인어: estados / 에스타도스)와 1개의 수도 지구(스페인어: Distrito Capital / 디스트리토 카피탈), 1개의 연방 속지(스페인어: dependencia federal / 데펜덴시아 페데랄)로 나뉘어 있다.
1. 아마소나스 (Amazonas)
2. 안소아테기 (Anzoátegui)
3. 아푸레 (Apure)
4. 아라과 (Aragua)
5. 바리나스 (Barinas)
6. 볼리바르 (Bolívar)
7. 카라보보 (Carabobo)
8. 코헤데스 (Cojedes)
9. 델타아마쿠로 (Delta Amacuro)
10. 팔콘 (Falcón)
11. 과리코 (Guárico)
12. 라라 (Lara)
13. 메리다 (Mérida)
14. 미란다 (Miranda)
15. 모나가스 (Monagas)
16. 누에바에스파르타 (Nueva Esparta)
17. 포르투게사 (Portuguesa)
18. 수크레 (Sucre)
19. 타치라 (Táchira)
20. 트루히요 (Trujillo)
21. 바르가스 (Vargas)
22. 야라쿠이 (Yaracuy)
23. 베네수엘라 연방 속지 (Dependencias Federales de Venezuela)
24. 수도 지구 (Distrito Capital)
25. 술리아 (Zulia)

## 경제

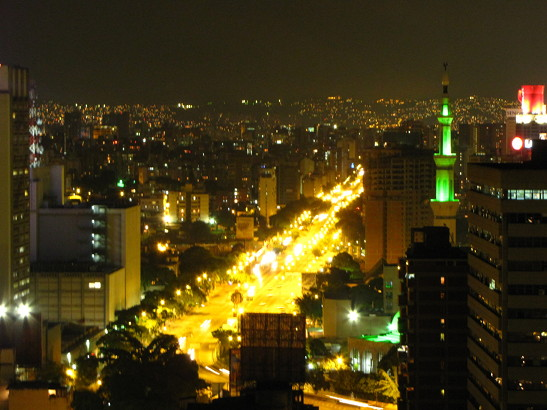
베네수엘라의 수도 카라카스는 남미 유수의 세계도시이다.

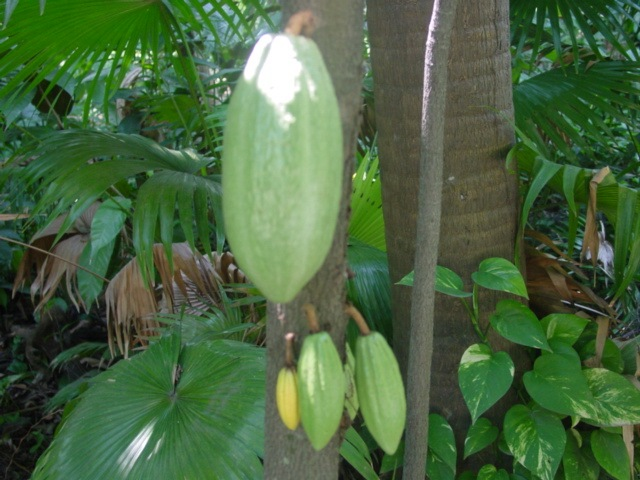
한 때 주요사업이었던 카카오

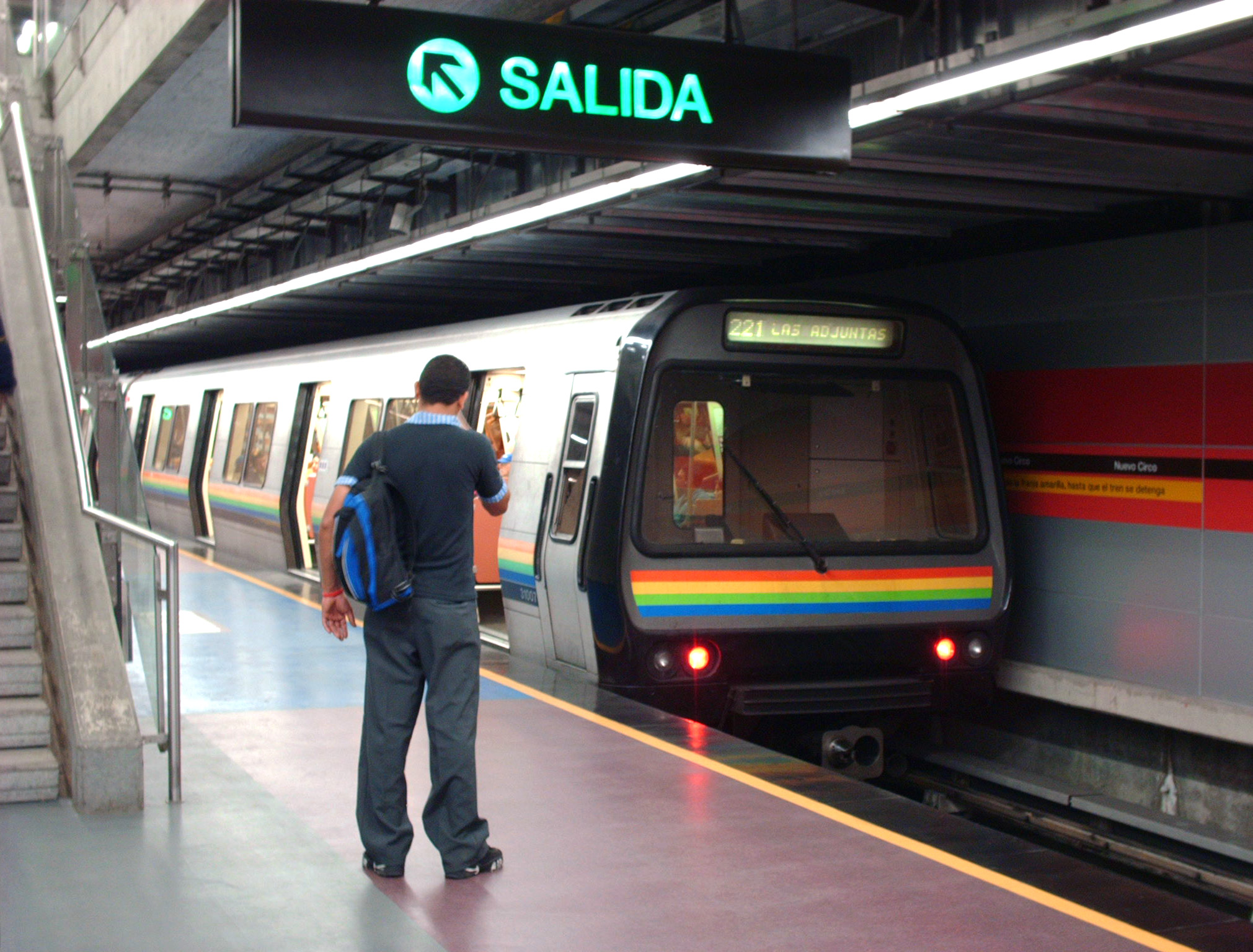
카라카스의 지하철

혼합 경제 체제의 베네수엘라에서 석유 부문은 GDP의 거의 1/3을 차지하며, 수출의 80%이고, 정부 수입의 절반 이상이다. 베네수엘라는 금, 다이아몬드, 철광석도 생산하지만, 전체 경제에서 그렇게 중요하지는 않다. 베네수엘라는 세계적으로 거대한 원유와 천연가스 매장량을 보유하고 있어서 늘 세계 원유 생산국 10위안에 든다. 베네수엘라의 원유 자원은 주로 마라카이보호, 베네수엘라만(인근 술리아), 오리노코 강 분지(동부 베네수엘라, 베네수엘라 최대 매장량)에 분포하고 있다. 베네수엘라는 높은 정부 보조금 덕분에 세계에서 유가가 낮은 나라이다. 철도는 그다지 발달하지 않았으나 도로가 발달하여, 4만 7,720km가 완전 포장되어 있다.

### 석유와 다른 자원
1922년 마라카이보 호에서 석유가 발견되자 베네수엘라 독재자 후안 비센테 고메스는 미국인들이 베네수엘라의 석유법을 만들게 했다. 1943년 뉴 저지의 스탠더드 오일사가 50 대 50 비율에 따라 베네수엘라와 협정을 맺었다. 쿠데타가 일어나 후안 파블로 페레스 알폰소 등 좌파 정부가 권력을 잡으면서 1945년 베네수엘라에 훨씬 유리한 조건으로 협상이 되었다. 1958년 새 정부는 나중에 석유 수출국 기구(OPEC)가 되는 국제적인 석유 카르텔을 계획한 페레스 알폰소를 다시 끌어들였다. 1973년 베네수엘라는 석유산업을 완전히 국유화하기로 표결하여 1976년 1월 1일부터 발효했다. 이로써 베네수엘라 국영 석유공사(Petróleos de Venezuela S.A., PDVSA)가 여러 석유 회사를 관할하게 되었다. 이듬해 베네수엘라는 미국과 유럽에 광대한 원유 정제 및 판매 제도를 구축했다.
베네수엘라는 석유 수출과 유가에 매우 의존하고 있다. 석유 수출국 기구의 창립 회원국인 베네수엘라는 OPEC 의장국이던 해에 기구 내의 주도권을 주장했으며, 40년 뒤 제2차 OPEC 정상 회담을 열기도 했고, 알바로 실바 칼데론 전 에너지 장관을 사무총장으로 지명했다. 1997~98년 유가가 폭락하자 로드리게스 정부는 유가를 올리기 위해 OPEC 주도의 원유 감산 확대를 촉구했다. 2002년 석유 부문은 GDP의 1/4이었으며, 수출액의 73%, 중앙 정부 집행 예산의 절반에 이르렀다. 베네수엘라는 미국에 네 번째로 석유를 많이 수출하는 나라이다.
베네수엘라 정부는 해외 투자에 탄화수소(석유의 주 원료) 부문을 넓게 개방하여 대규모 원유 생산과 석유 산업 활성화, 여러 석유화학 합작 산업에 수십억 달러의 투자가 이루어졌다. 14개국에서 거의 60여개 외국회사들이 베네수엘라의 각 석유 산업에 뛰어들었다. 베네수엘라 국영 석유회사와 외국 석유회사는 세번의 입찰에서 33개의 한계 유전(marginal field) 사업 계약을 체결했다. 천연 가스와 석유화학에 대한 새로운 입법으로 석유 산업은 더욱 개방되고 있다. 그러나 시장 가격을 약속받은 투자자들은 새로운 국내 소매 경쟁법에 실망했다.
2001년 11월 13일 국회 입법으로 차베스 대통령은 2002년 1월부터 발효하는 새 석유법을 공포했다. 이 법은 1943년 석유법과 1975년 국유화법을 대체했다. 특히 새 법은 추가 원유 생산을 위한 합작 투자의 경우만 제외하고 모든 석유 생산과 분배 활동을 국가의 통제로 두게 되었다.
2002년 12월에서 2003년 2월 사이 국영 석유공사의 경영자와 고임금 고급 기술자들이 회사를 폐쇄하고 사보타주를 감행하여 국영공사의 석유 생산과 정제가 멈추다시피 했다. 당시 베네수엘라의 여러 많은 기업 소유주들도 직장 폐쇄에 동참하여 차베스 정부를 뒤흔들려고 했다. 직장 폐쇄에도 불구하고 노동자 세력이 경영자 없이 국영공사를 다시 가동시켜 산업 활동이 다시 재개되었다. 그래서 총 45,000여명의 국영공사 직원 중 19,000명이 해고되었는데, 이들 상당수는 경영자와 고위 기술직이었다.

### 제조업, 농업, 무역
2006년 제조업은 이 나라 GDP의 17%였다. 제조업 부문은 연 26.93% 비율로 급성장하고 있다. 베네수엘라는 강철과 알루미늄, 운송 장비, 직물, 의류, 음료, 식료품을 제조하여 수출한다. 시멘트, 타이어, 종이, 비료, 자동차 부품도 생산하여 국내외 시장에 판매한다.
농업 부문은 GDP의 3%로, 노동인구의 10%, 베네수엘라 국토의 1/4 이상을 할애한다. 수출품으로는 쌀, 옥수수, 생선, 열대 과일, 커피, 쇠고기, 돼지고기가 있다. 베네수엘라는 농업 여러 분야에서 자급자족하지 않으며, 필요한 식량의 2/3를 수입한다. 2002년 미국 회사들은 밀, 옥수수, 콩, 두유, 면화, 동물 지방, 식물성 기름 등 농산물 34,700만$ 어치를 베네수엘라에 수출하여, 이 나라는 남아메리카에서 두 번째로 큰 미국 수출 시장이다. 미국은 베네수엘라 식량 수입의 1/3 이상을 공급한다.
석유 수출 덕분에 베네수엘라는 보통 무역 흑자를 기록한다. 최근 非석유 부문 수출이 급속히 성장했으나, 아직 총 수출의 1/6에 불과하다. 미국은 베네수엘라의 주요 교역 대상국이며, 브라질은 2011년 對미국 교역을 추월할 것으로 예상된다. 2002년 한 해에 미국은 베네수엘라에 44억$ 어치의 교역품을 수출하여 미국 입장에서 (석유 제품을 포함해) 25번째로 큰 시장이었다. 또 베네수엘라는 미국에 151억$어치의 교역품을 수출하여 미국 입장에서 14번째로 큰 상품 공급처였다.

### 국가의 최대 위기
2018년 베네수엘라는 초인플레이션으로 1,370,000%으로 2019년 연말에 10,000,000%를 예상하고 있다. 이 경제 위기는 우고 차베스의 포퓰리즘에 젖은 국민들이 좌파 사회주의에 빠져 그에게 재선을 시킨 결과, 국가의 존폐 위기까지 온 것이다.  국영회사인 Citgo는 미국의 경제 제재로 미국 내에서도 빚더미에 올려 있으며, 유일한 원유 수출이 막힘으로 국가의 재정 위기는 더욱 악화될 전망이다.
2022년 베네수엘라는 상반기 경제 성장률 12.3%를 기록하였으며, 주된 원인은 원유 수출 증가와 인플레이션 완화였다.

## 사회

### 인구 현황
베네수엘라의 출산율은 라틴 아메리카에서 볼리비아, 파라과이, 프랑스령 기아나 다음으로 높은 수치이다.
1930년대부터 베네수엘라 인구조사는 인종에 대한 정보를 수록하고 있지 않으며, 그러므로 관련 수치는 추정에 근거한 것이다. 인구의 약 70%는 메스티소이며, 20%는 순수 백인(대개 이탈리아, 에스파냐, 포르투갈, 독일계 후손)이다. 이 나라의 주요 토착 부족으로는 국토 서쪽 술리아에 있는 와유족과 서쪽 안데스 산맥의 메리다에 있는 티모토쿠이카스족이 있다. 다른 주요 집단으로는 아프리카-베네수엘라인도 있는데, 아프리카에서 노예로 들어온 후손들이다. 아시아인으로는 레바논인 등 아랍인과 중국인 집단이 있다. 인구의 5%만이 순수 원주민이다. 20세기 중반 경제 성장으로 남아메리카 이웃나라나 유럽에서 여러 이주민 집단이 유입되었다.
미국의 난민 및 이주민 위원회에서 발간하는 2008년 세계 난민 조사에 따르면 2007년 베네수엘라는 콜롬비아 난민과 망명요구자 252,200명을 수용하고 있었으며, 2007년 10,600명의 망명자가 새로이 베네수엘라로 들어왔다.
인구의 85%는 베네수엘라 북부의 도시 지역에서 거주하며, 73%는 해안선에서 100 km 이내의 지역에 살고 있다. 베네수엘라 국토의 거의 절반은 오리노코 강 남쪽에 있으나, 이곳에는 베네수엘라 인구의 5%만이 살고 있다.
언어는 스페인어이다.
종교는 가톨릭이 70%, 개신교가 15%이다.

### 공공 의료
2004년 베네수엘라의 유아사망률은 1,000명당 16명으로 남아메리카 평균보다 매우 낮은 수치였다. (비교하자면, 2006년 미국의 유아 사망률은 1,000명당 5명이다.) 유아 영양실조(5세 이하 유아의 발육장애나 체력약화가 기준이다.)는 17%로 델타 아마쿠로와 아마조나스 주는 국내 최고 수치를 보였다. 유엔에 따르면 베네수엘라 인구 32%, 특히 시골 지역 거주자들에게 위생시설이 부족하다고 한다. 장티푸스, 황열병, 콜레라, A형 간염, B형 간염, D형 간염이 현재 이 나라에 분포한 질병이다. 하수 처리는 겨우 3%에 불과하며, 거의 대부분의 주요 도시에서는 처리 시설이 부족하다. 베네수엘라인 17%는 식수 부족을 겪고 있다.
베네수엘라는 전국적인 무료 의료 보장 제도를 갖추고 있다. 차베스 정부에서 시작한 바리오 아덴트로 미션으로 쿠바의 의사와 의료장비를 도입하고 쿠바에 석유를 제공하며 쿠바 의사가 기존에 의료서비스에 접근할 수 없거나 접근이 어려운 지역에 상주하며 1차 의료를 제공하도록 하고 있다.

## 문화

### 음악

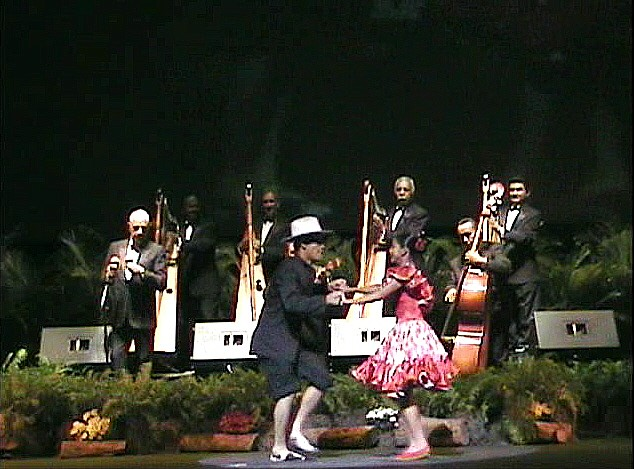
호로포

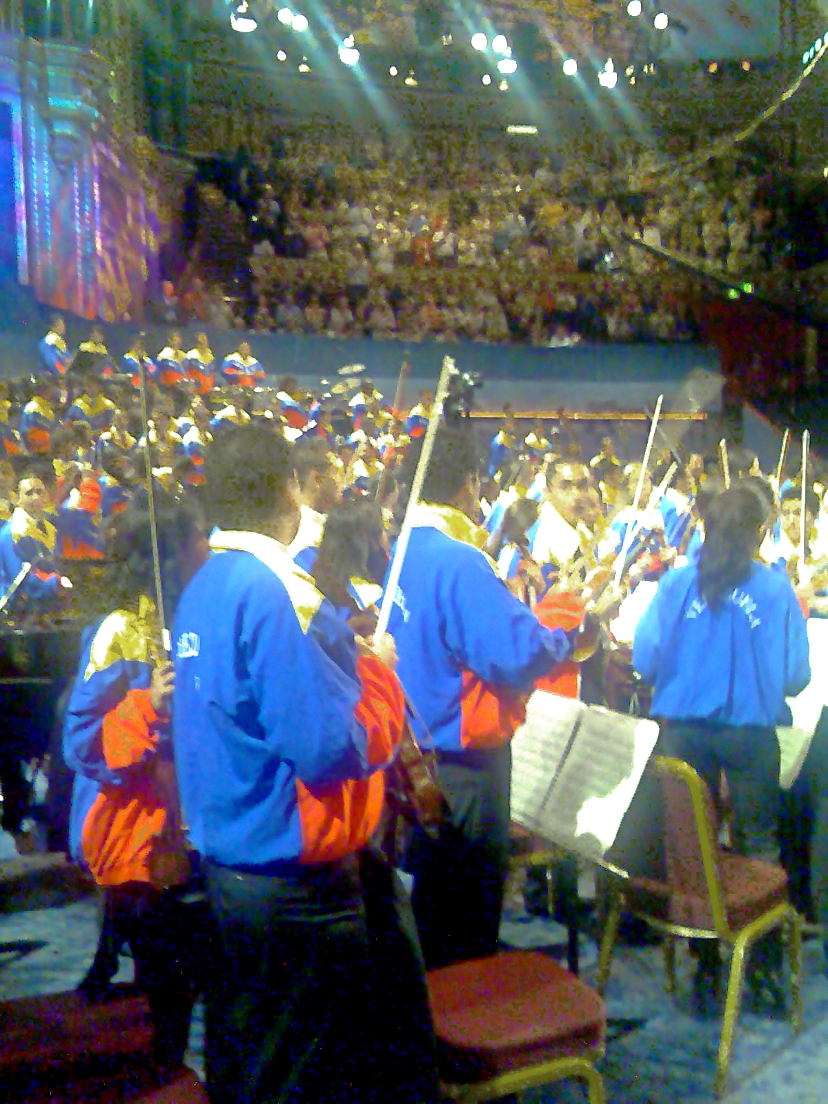
시몬 볼리바르 청소년 관현악단

베네수엘라는 남아메리카 대륙에 속하면서도 생활 풍속에서 다른 남미 국가와는 많은 차이점을 가지고 있으며 지정학적으로 카리브 지역 및 미국 문화의 영향을 많이 받았다. 전통 춤과 음악은 호로포(joropo)라고 하는데, 작은 기타(Cuatro) 및 마라카스(Maracas:말린 씨가 들어 있는 호박으로 제작) 등의 전통악기를 사용하는 목동들의 유희이다. 해변 지역(카라카스 포함)의 전통음악 악기로는 드럼통(tambores)이 유명하고, 이는 아프리카에서 유래하였으며, 카리브 지역 음악의 주악기이기도 하다. 수도 카라카스는 현대 연극, 영화, 무용, 음악, 미술활동이 비교적 활발한 도시로서 수준급 박물관과 다수의 오케스트라가 있다.

### 미인대회

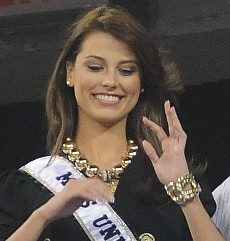
미스 유니버스 2009
스테파니아 페르난데스

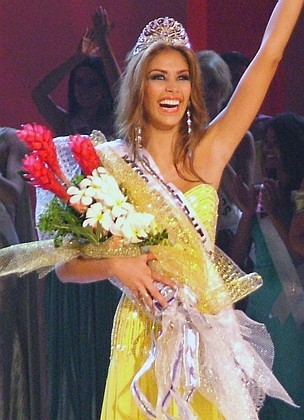
미스 유니버스 2008
다야나 멘도사

베네수엘라는 미인대회에서 뛰어난 성적을 거두는 나라로 잘 알려져 있다. 세계 4대 미인대회에서 미스 유니버스 7명, 미스 월드 6명, 미스 인터내셔널 7명, 미스 어스 2명이 베네수엘라 출신이다. 1981년 미스 유니버스 우승자였던 아이린 사에스(Irene Saez)는 차카오(Chacao) 시장에 당선된 적이 있으며, 1994년 대한민국을 방문한 바 있고 1998년에는 12월 대선에서 대통령 후보로 출마하기도 하였다. 2008년 미스 유니버스 우승자인 다야나 멘도사가 2009년 미스 유니버스 우승자인 스테파니아 페르난데스에게 왕관을 물려 주었는데, 같은 나라의 후보가 2년 연속 미스 유니버스 왕관을 쓰게 된 건 베네수엘라가 처음이다. 그래서 2년 연속 미스 유니버스 우승으로 기네스 세계 기록에 등재되기도 하였다.

#### 미인학교
베네수엘라에서는 미인대회에 출전시키기 위한 미인학교에서 수많은 미인들을 양성하고 있다. 조건은 뜯어고쳐서 S급 미인이 될 외모가 원래 A급 미인이지만 뜯어고치지 못하는 미인보다 훨씬 선호되는데 미모가 특출나게 빼어나지 않은 이상 키는 무조건 68인치(173cm)를 넘겨야 하며 일단 입학하면 출전시키는 미인대회에 맞는 외모로 성형수술을 한다.

### 드라마
베네수엘라 TV 일일연속극(Tele-Novela)은 중남미 및 동유럽 지역에 수출되는 등 유명하다.

## 스포츠

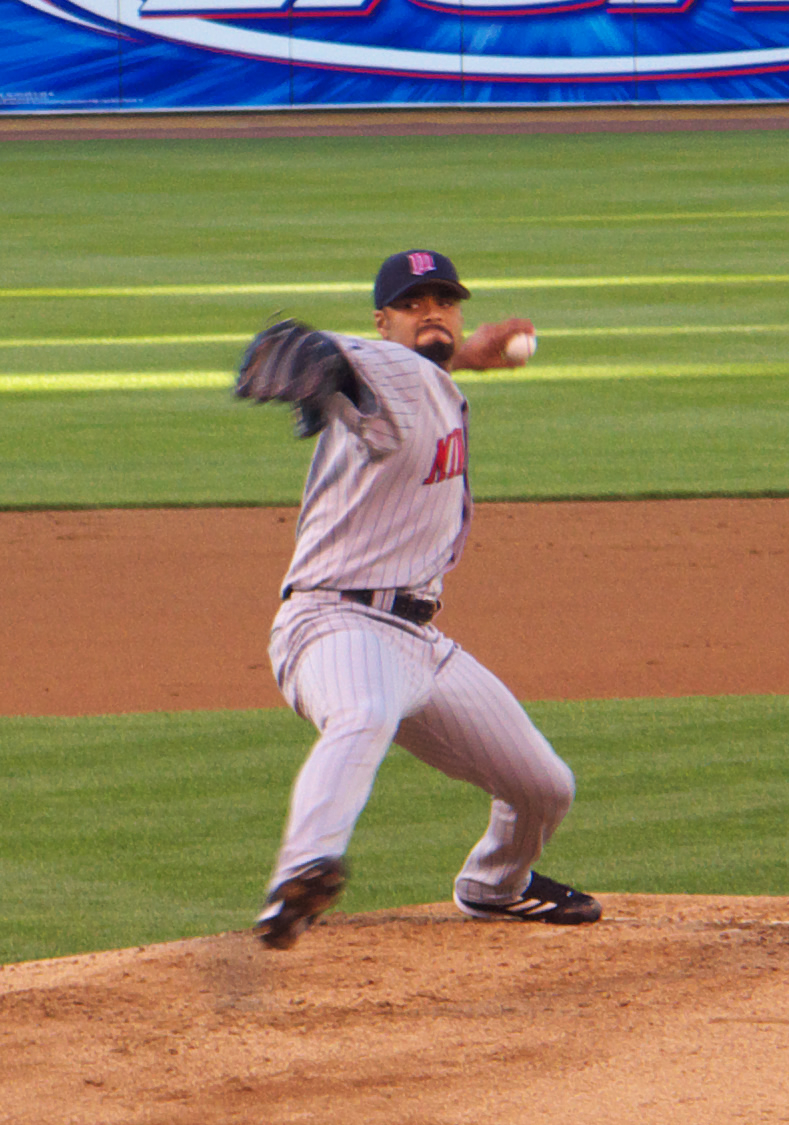
최강 투수중 한 명인 요한 산타나（현 뉴욕 메츠）

### 야구
스포츠에서는 다른 중남미 국가들이 주로 축구를 좋아하는 것과는 달리 베네수엘라에서는 미국의 강한 영향을 받아 야구가 인기가 있으며, 세계 최고의 야구 강국 중 하나이다. 2009 월드 베이스볼 클래식 준결승에서 대한민국과 맞붙기도 했다. 미국 메이저 리그에 많은 선수가 진출해 있으며, 2011년 현재 260명의 선수가 메이저 리그에서 뛰고 있다. 미국 이외의 메이저리거 배출국 중에 도미니카 공화국에 이어 두 번째로 많은 숫자이다. 외국인 감독으로서는 처음으로 MLB를 제패한 시카고 화이트 삭스의 오지 겔렌 감독을 비롯하여 사상 5번째 사이영상 수상 두 번째 순위를 자랑하는 최강 왼손 투수 요한 산타나, 2006년 리그 최다승을 올린 선수 중 한 명인 카를로스 잠브라노, MLB 년간 최다 세이브 기록 보유자 K-ROD의 애칭으로 알려진 프란시스코 로드리게스, 2008년 홈런왕 미겔 카브레라 등 많은 스타 선수를 배출하고 있다.
겨울철에는 국내에서 8개 구단으로 구성되는 윈터 리그(Venezuelan Professional Baseball League )가 개최된다. 이 윈터 리그는 미국이나 일본 등 해외에서 뛰고 있는 선수들이 조정을 겸해 참가한다. 이 리그에서 우승하는 팀은 베네수엘라 대표로 캐리비안 시리즈에 출전한다.
월드 베이스볼 클래식 참가국 중의 하나로 제1회 대회는 베네수엘라 국내의 기대를 모았지만, 2라운드에서 탈락하여 감독이 비판을 받았다. 제2회 대회에서는 산타나, 잠브라노 등 막강한 투수진과 강력한 타선을 무기로 4강에 진출했다.
1940년대부터 1950년대에 걸쳐 세계선수권 (현 IBAF 월드컵)에서 우승 3 순위를 기록하는 등 쿠바 등과 대등한 아마추어의 강호로 군림하고 있었지만, 미 대륙에서 경쟁이 격화되는 것 외에도 국내 선수의 메이저 리그 지향이 강해져 대표팀의 부진이 지속되면서 올림픽은 베이징 대회까지 한번도 출전하지 못했다.

### 축구

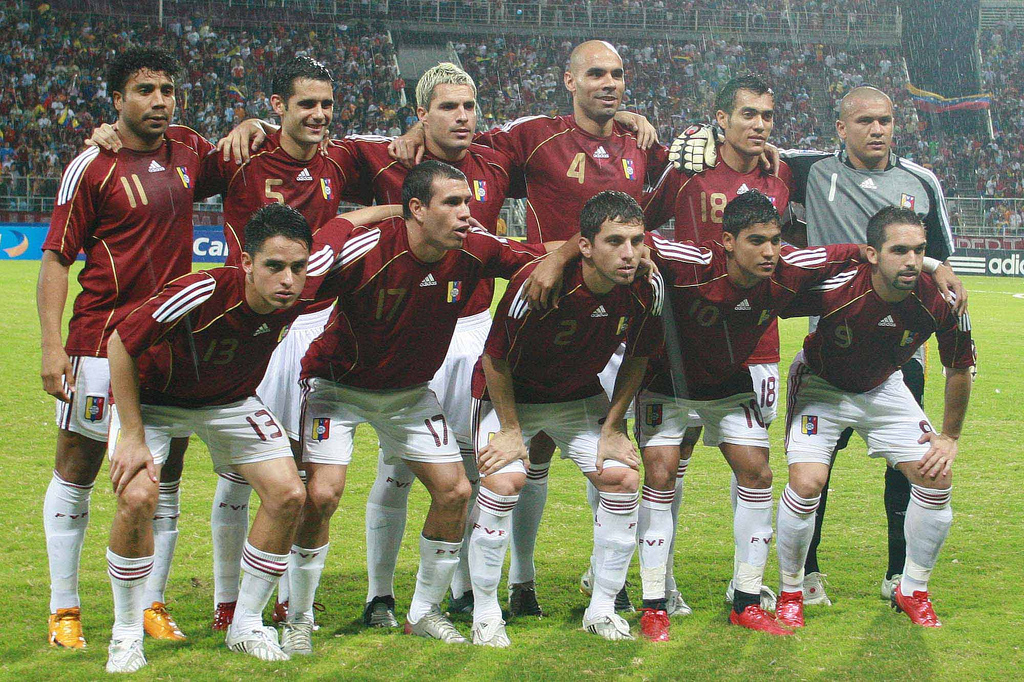
베네수엘라 축구 대표팀

남미 국가 중 유일하게 축구가 가장 인기있는 스포츠가 아닌 유일한 국가였지만, 최근에는 인기가 높아지고 있다. 베네수엘라는 남미 축구 연맹 소속 10개국 중 유일하게 월드컵 본선에 출전한 적이 없고, 오랫동안 "남미 최대 약점"이라고 알려져 왔지만, 최근에는 체질을 강화하여 월드컵까지 앞으로 1단계 수준에 이르고 있다. 2007년 처음 코파 아메리카를 개최하여 준준결승, 2011년에는 준결승에까지 진출했다. 2014년에는 아르헨티나를 이기는 등 체질이 강화되고 있다.

## 군사
징병제 국가

## 외교
1902년 시프리아노 카스트로의 베네수엘라 정부가 더 이상 유럽 은행들의 요구를 진정시킬 수 없게 되자, 영국, 이탈리아, 독일의 해군은 베네수엘라 해안을 봉쇄하고 심지어는 해안 요새를 포격하기까지 하였다. 미국 국무장관 엘리후 루트(Elihu Root)는 카스트로를 미친 짐승("a crazy brute")이라고 규정지었지만, 미국의 시어도어 루스벨트 대통령은 독일 제국이 이 지역에 침투할 것을 염려하였다. 베네수엘라의 대외 관계는 20세기 초반부터 특히 미국과의 관계가 강화되었다. 20세기 내내 베네수엘라는 대부분의 라틴 아메리카와 서구 국가들과 우호적인 관계를 유지했다. 1973년에는 안데스 공동시장(Andean Community of Nations)에 가입하기도 하였다. 그러나, 우고 차베스 대통령이 1998년 선출된 이후, 우고 차베스 정부의 외교 정책은 기존의 베네수엘라 정부들과는 실질적으로 다른 모습을 보이고 있다.  2002년 베네수엘라 쿠데타로 잠시 집권했던 페드로 카르모나를 미국이 인정하면서, 두나라 관계는 악화되었다. 이에 미국과 동맹을 맺지 않은 라틴 아메리카나 중동의 여러 국가들과 베네수엘라와의 유대가 강화되었다. 최근 차베스 대통령의 반미행보가 전 세계의 주목을 받고 있다. 이 때문에 미국은 베네수엘라를 안보 위협국으로 지목하고 무기 금수 조치를 내린 바 있다. 2008년 9월엔 카라카스 주재 미국 대사가 "쿠데타 모의" 혐의로 추방되기도 했다. 원유에 있어서 두 나라는 상호의존적이다. 베네수엘라는 원유 수출량의 60%를 미국에 의존하고 있고, 미국은 원유 수입분의 11%를 베네수엘라에 의존하고 있다. 베네수엘라 정부는 미국과 연합국이 반대하는 압하스와 남오세티야의 국제적 인정에 대해 러시아의 입장을 지지하고 있다. 베네수엘라는 아메리카를 위한 볼리비아 대안(Alternativa Bolivariana para los Pueblos de Nuestra América, ALBA)이나 무역 계획, 새로 개국한 라틴 아메리카 TV 방송국 텔레수르(teleSUR) 등을 통해 새로운 지역 통합 대안을 추구하고 있다. 베네수엘라는 미주기구(OAS)의 반부패 협정 채택을 제안했으며, 메르코수르 무역 블록을 통해 무역 및 에너지 통합에 적극적이다. 이 나라는 제3세계 국가의 유대 강화를 통한 "다극" 체제를 지지한다.
베네수엘라는 아메리카 대륙 유일의 석유 수출국 기구(OPEC) 회원국이다. 
베네수엘라는 남아메리카에서 유일하게 탈북자를 잡아서 조선민주주의인민공화국으로 되돌려보내는 나라이다. 다른 남아메리카 국가들은 조선민주주의인민공화국으로 송환하는 행위는 하지 않는다.

### 대한민국
- 주 베네수엘라 대한민국 대사관
- 주 대한민국 베네수엘라 볼리바르 공화국 대사관